# 于一
于一（1925年—1994年），山东省掖县（今莱州市）大原镇河套村人，中华人民共和国兵器工业部部长。
1942年抗日战争期间，参加游击队。1944年，担任胶东军区政治部民运干事，后任辽东军区兵工厂。中华人民共和国成立后，历任东北军工局四一厂、国营五二四厂、国营六七二厂总工程师、厂长，国营六二六厂厂长，后历任中华人民共和国第五机械工业部副部长。1982年担任中华人民共和国兵器工业部部长。